# 夏道煇

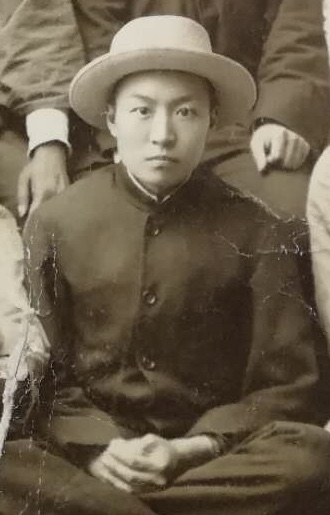
晚清進士夏道煇在日本遊學期間所攝

夏道煇（?—1907年6月），字子儀，湖北省江夏縣人，夏道炳之弟。清朝政治人物，同進士出身。光緒三十年（1904年），會試第12名；殿試登進士三甲第143名，後授官內閣中書。1906年留學日本法政速成科第四班，1907年卒業。同年6月病逝於日本。